# Abdelghani Merah
Abdelghani Merah, né en février 1977 en Algérie, est un militant algérien agissant contre l'islam radical. Il est le frère ainé du terroriste Mohammed Merah.

## Biographie
En 2003, Abdelghani Merah épouse une femme dont le grand-père maternel est d'origine juive ce qui provoque un drame familial lorsque son frère cadet Abdelkader lui reproche d'être un « mécréant » et traite la jeune femme de « démon ». S'ensuit une altercation au cours de laquelle Abdelkader blesse grièvement son frère de plusieurs coups de couteau, justifiant son geste par « Dieu m'a donné raison... ». Malgré le retrait de la plainte, il fera quelques mois de prison. Abdelghani ne partage pas les convictions salafistes d'une grande partie de sa famille. Interrogé sur le rôle des imams, il déclare : « il faudrait encadrer la parole des imams qui, en réalité n'en sont pas vraiment : ils vont dans les quartiers et prêchent la haine de tout ce qui n'est pas musulman » En mai 2007, Abdelghani Merah est victime d'un grave accident de moto qui le prive de l'usage de son bras droit. Abdelghani Merah a écrit après les Attentats de mars 2012 en France un livre intitulé Mon frère, ce terroriste dans lequel il s'en veut de n'avoir pu empêcher son frère de commettre l'irréparable. « J’ai décidé de parler, une fois pour toutes, raconter ma famille, le rôle fort qu’elle a eu dans la dérive islamiste de mon frère Mohamed » dira-t-il .
Fin 2012, il quitte Toulouse pour Aix-en-Provence avec sa compagne et leur fils et trouve refuge chez son beau-frère. « J'ai cru être soulagé après le livre, mais, en fait, j'étais déprimé. Ma famille en voulait plus à moi qu'à Mohamed. J'avais beaucoup de peine pour eux, ils ne se rendaient pas compte de ce qu'ils faisaient de l'idolâtrer comme ça. ». Pour eux, « il n'avait pas tué des enfants mais des Juifs ». Il finit par se séparer de sa compagne ; éprouvant des difficultés à trouver un logement ou un travail et attribuant ces difficultés à son nom de Merah, il part alors pour Perpignan, trouve une chambre de bonne et survit avec sa pension d’adulte handicapé.

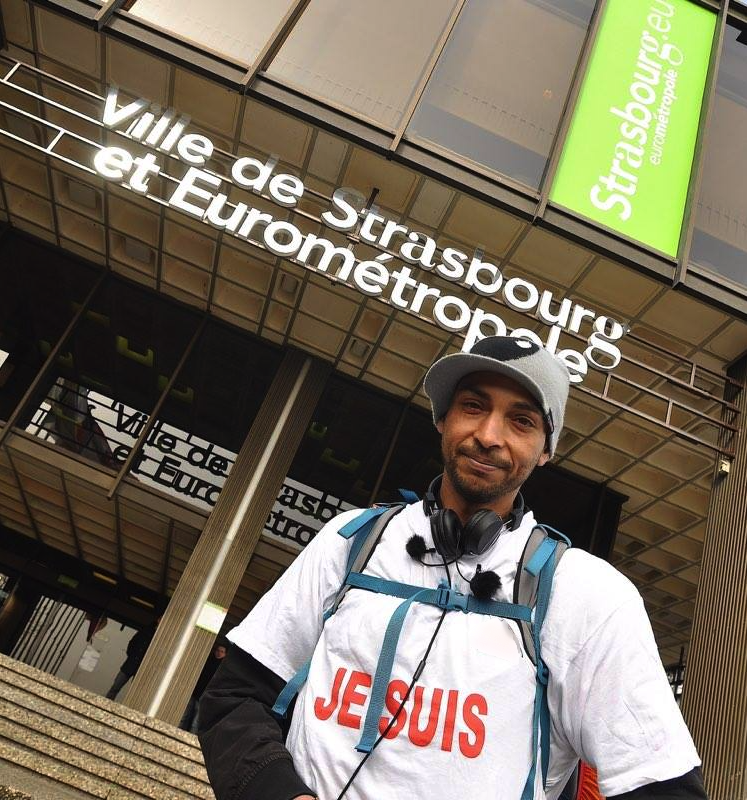
Merah Abdelghani le 8 mars 2017 à Strasbourg.

Le 8 février 2017 inspiré par le film La Marche (qui retrace l’histoire de la Marche contre le racisme et pour l’égalité des droits, en 1983), Abdelghani Merah sillonne la France, pour alerter sur la montée de l'intégrisme en s'adressant aux jeunes séduits par les prédicateurs religieux et leur démontrer que la France n’est pas un pays raciste et islamophobe. Soutenu par l'association Forces Laïques et quelques amis, il part de Marseille pour rejoindre Paris le 19 mars 2017, jour anniversaire de l'attentat contre l'école juive d'Otzar Hatorah à Toulouse.
En octobre 2017, Abdelghani Merah est entendu dans le procès de son frère cadet Abdelkader Merah, jugé pour complicité dans les actes terroristes de Mohamed Merah.  Abdelghani affirme que son frère présent sur le banc des accusés est « un danger », qu’il « sorte ou qu’il reste en prison ».

## Œuvres
- Mon frère, ce terroriste, Paris, Calmann-Lévy, 14 novembre 2012 (ISBN 978-2-70214-426-8)[10]. Extraits : « Depuis le 21 mars 2012, je ne trouve plus le sommeil. Pas une nuit, pas un jour où les visages des victimes de Mohamed Merah ne viennent pas me hanter. […] Le jour de l’enterrement de Mohamed, je lui ai fait un serment : "Je te jure que, un jour ou l’autre, on saura la vérité sur la vie que nous avons menée. Je raconterai pourquoi tu es devenu ce tueur d’enfants. J’expliquerai comment mes parents t’ont élevé dans une atmosphère de racisme et de haine avant que les salafistes ne te fassent baigner dans l’extrémisme religieux." »[11]